# 胆沢公阿奴志己
胆沢公 阿奴志己（いさわのきみ あぬしこ、生没年不詳）は、古代東北地方の人物。姓は公。胆沢は地名であり、公は古代日本の律令国家（朝廷）で認めた蝦夷（えみし）の族長の尊称である。斯波の蝦夷として記録されているが、大墓公阿弖利爲と同時期の胆沢の蝦夷族長であったとみられている。

## 史料による事績
『類聚国史』延暦11年1月11日（ユリウス暦792年2月7日）条にのみ見える。それによれば、斯波村（志波村）の夷である胆沢公阿奴志己等は使者を陸奥国府（多賀城）に送り、王化に帰したいと日頃考えているが、伊治村の俘等が道を遮っているので、国家の力でそれらを制して蝦夷が帰降するための「降路」を開いて欲しいと申し出た。
陸奥国司は阿奴志己等に物を与えて放還したので、報告を受けた政府は「夷狄の性、虚言にして不実なり。常に帰服を称すれども、唯に利のみ是れ求む。今より以後、夷の使者有れども、常賜に加ふること勿れ」と命じている。

## 関連資料
胆沢公阿奴志己が記録される資料
- 『類聚国史』

### 原典
1. 1 2  『類聚国史』延暦十一年正月丙寅（十一日）条